# Club de Golf Municipal Dallaire
Le Club de golf municipal Dallaire est un terrain de golf 18 trous situé à Rouyn-Noranda au Canada.

## À l'origine, une vocation agricole

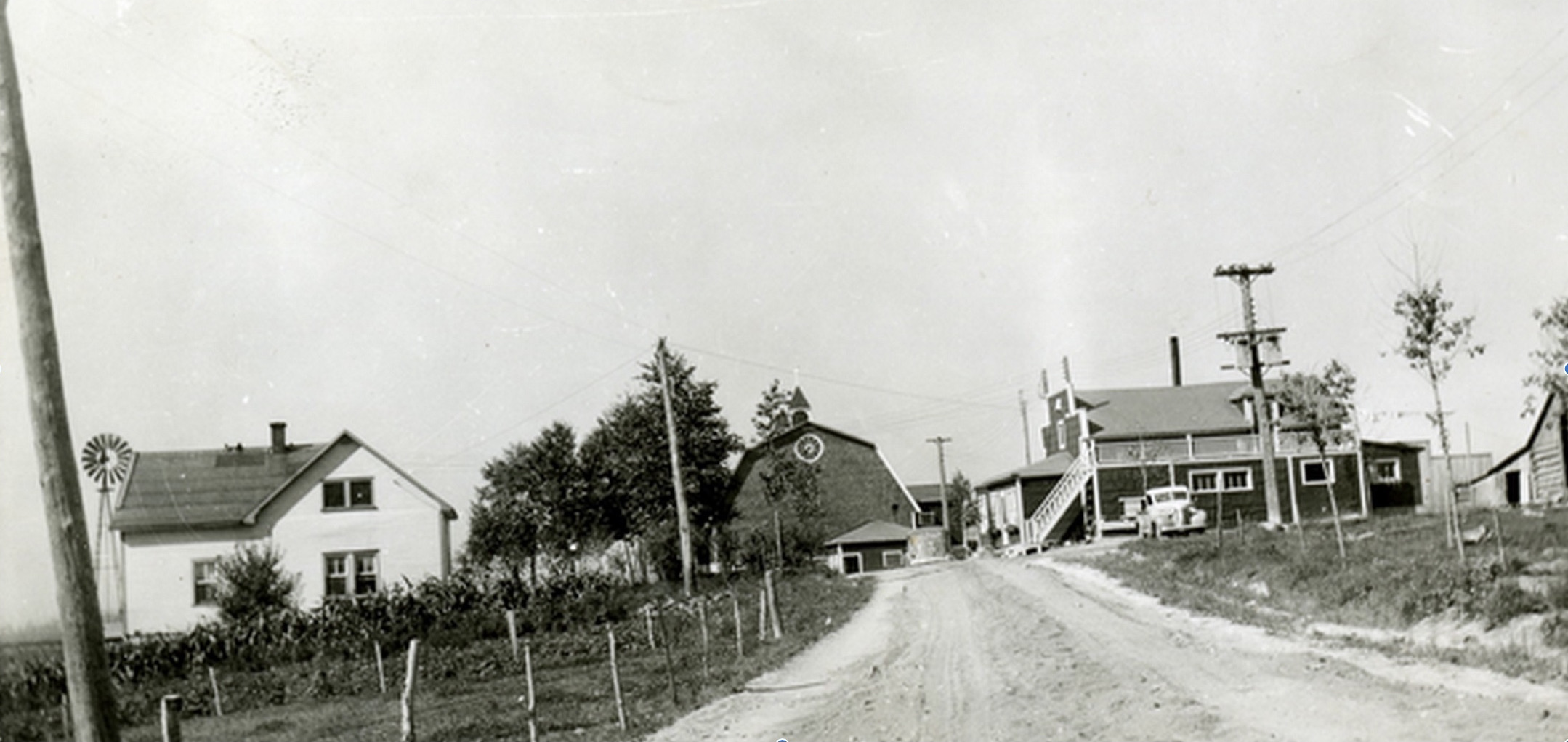
La ferme et la laiterie Dallaire à Rouyn en 1946

Le site a une histoire particulière. En 1932, un grand feu s’était rendu jusqu’aux portes de la ville de Rouyn, aux abords du lac Pelletier et du chemin de l’ancienne mine Stadacona (site de l’actuel déversoir de neige de la ville de Rouyn-Noranda).
Albert Dallaire, qui exploite déjà au coin des rues Principale et Rhéaume Ouest une petite ferme et un commerce de vente de lait et d’œufs, voit dans ce lieu ravagé par le feu une opportunité d'expansion. Il entreprend alors de le mettre en culture. En défrichant la terre, y installant progressivement un troupeau de vaches laitières, clôturant le terrain et construisant quelques bâtiments de ferme, il construit ce qui allait devenir la résidence familiale.
Ce n’est cependant qu’en 1935, avec son épouse Angélina Roy et dix de ses onze enfants, qu'il emménage sur le site pour poursuivre le développement de la ferme et de la laiterie Dallaire,.
En 1937, son fils Louis-Philippe, avec un intérêt certain pour les affaires, acquiert la laiterie alors qu'Albert conserve la ferme et l'exploite avec l’aide de ses fils Victorin, Philémon et Henri.
Albert meurt en 1951. Victorin prend alors les rênes de la ferme de 215 acres sur laquelle il gérera jusqu'en 1970 un troupeau de 70 vaches Holstein pur-sang,.

## Le rêve qui devient réalité

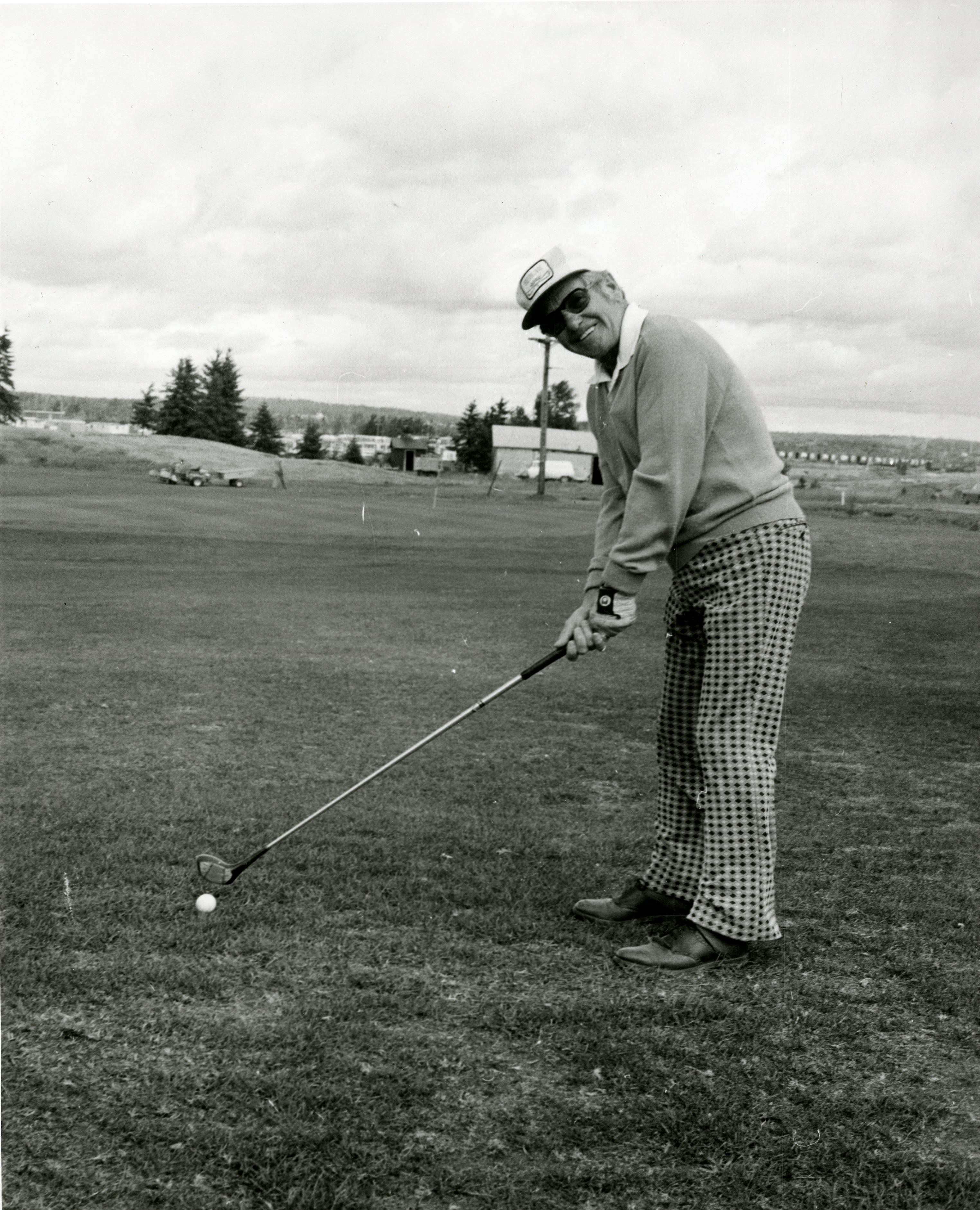
Louis-Philippe Dallaire, août 1974

Au tournant des années 1969-1970, Louis-Philippe, toujours aux commandes de la laiterie qui a pris une telle expansion qu’elle dessert maintenant l’ensemble de l’Abitibi-Témiscamingue, a le projet de bâtir un terrain de golf de 18 trous sur les terres appartenant à son frère Victorin.
Mais la ville de Rouyn envisage de son côté une autre vocation pour cet espace, dont l’aménagement d’une voie de contournement, ce qui donne lieu à des pourparlers difficiles avec l’administration municipale.
En 1971, Louis-Philippe se porte finalement acquéreur de la ferme de son frère Victorin. Le 31 mai 1972, les travaux de transformation du terrain  débutent sur une superficie de 125 acres en vue de la construction du parcours des premiers 9 trous, lequel sera prêt en 1973. Les travaux menant à l’aménagement du parcours des neuf autres seront complétés en juillet 1974,.
C’est pour cette raison que l’année 1974 est considérée comme la première saison du Golf Dallaire Inc, (incorporé le 11 juin 1973). Louis-Philippe Dallaire en est le président et l’administrateur principal, il est secondé par son fils Gaétan qui en est le vice-président et le gérant. Jacques Larouche, gendre de Louis-Philippe, est le secrétaire-trésorier et le surintendant du terrain. Jean-Luc Laflamme (CPGA) est alors le professionnel attitré du Golf Dallaire. Cette première saison se conclut par un tournoi auquel participent 75 membres.
Le 26 janvier 1975, Louis-Philippe Dallaire meurt dans un accident de la route entre Amos et Matagami. Un lourd défi attend son fils Gaétan et son gendre Jacques Larouche,.
En 1977, pour remplacer la structure temporaire jusque-là en place, est construit, au coût de 125 000 $, un chalet d’une dimension de 2 300 pieds carrés. Cette même année, un nouveau professionnel, André Burns, prend la relève.
| 1974      | Louis-Philippe Dallaire |
| 1974-1979 | Gaétan Dallaire         |
| 1980-1981 | Vacant                  |
| 1982      | Yvon Parent             |
| 1983      | Normand Lafrenière      |
| 1984-1987 | Claude Chabot           |
| 1988-1989 | Ann Paiement            |
| 1990-1991 | Nicole Héroux           |
| 1992      | Gérald Vachon           |
| 1993      | Lise Bordeleau          |
| 1994-1995 | Jean de Denus           |
| 1996-1998 | Daniel Guénard          |
| 2004      | Isidore Pelchat         |
| 2005-2007 | Cécile Tremblay         |
| 2008-2013 | Claude Vachon           |
| 2014-2016 | Jacques Tessier         |
| 2017-2021 | Claude Vachon           |
| 2022-2023 | Olivier Lacoursière     |
| 2024-     | Julie Larivière         |

## Crise financière majeure
Coup de théâtre en août 1979. Le copropriétaire et président du Golf Dallaire, Gaétan Dallaire, lance un cri d’alarme. S’il estime que la rentabilité est envisageable à moyen terme, il reste que les déficits accumulés et la nécessité d’investir constamment pour améliorer le terrain, renouveler la machinerie et entretenir les bâtiments placent le club dans une situation intenable. Il faut absolument trouver du financement sans intérêts ou, à défaut, vendre. Un ultimatum est lancé: si un ou des acheteurs, qu’il s’agisse d’intérêts publics ou privés, ne se sont pas manifestés au 1er octobre 1979, les opérations seront complètement arrêtées et d’autres avenues pour utiliser le terrain seront envisagées.
S’ensuit une prise de conscience du milieu sportif et des affaires mais les solutions ne sont pas évidentes. On dénombre alors autour de 200 membres et il faudrait en compter au moins le double pour s’assurer d’une certaine rentabilité. André Burns, le pro du golf, quitte temporairement le navire au mois d’août par manque d’intérêt du milieu.
Un groupe d’éventuels acheteurs, composé de Robert Carter, Ghislain Jolette, André Burns, Bob Lefebvre, Rémy Trudel et Charles Rivard, propose de prendre en charge la gestion du golf durant l’été 1980. Avec des services réduits au strict minimum et sans accès au chalet, la tentative n’est pas très profitable. De même, le groupe a vendu des parts sociales mais la corporation n’a finalement pas réussi à amasser suffisamment de fonds pour un éventuel rachat du golf. Dès lors, les deux propriétaires et associés, Gaétan Dallaire et Jacques Larouche, annoncent en février 1981 que le Golf Dallaire fermera définitivement et que le processus de vente des actifs est enclenché. À leur avis, seule une acquisition par une importante compagnie ou une entité gouvernementale pourrait sauver la donne.

## La ville de Rouyn sauve la mise
C’est finalement la ville de Rouyn qui permet d’entrevoir une solution en déposant une promesse d’achat. Mais la communauté et les organismes locaux devront prendre la balle au bond, notamment en faisant des représentations auprès des autorités gouvernementales, indiquent Denis Charron, de la Cité de Rouyn, et Alain Saint-Ours, commissaire industriel, lors d’une conférence de presse tenue à l’automne 1981.
Au mois de mai 1982, une entente intervient entre la Cité de Rouyn, représentée par le maire Jacques Bibeau et l’Association des golfeurs du Club de golf Dallaire Inc., représentée par Yvon Parent et Normand Lafrenière. Peu de temps après la signature de l'entente, l'Association fait place au Club de golf municipal Dallaire, organisme constitué légalement le 3 juin 1982.
En bref, la Cité de Rouyn se porte acquéreur des terrains, bâtiments et équipements du Club de golf Dallaire Inc, versant aux propriétaires (la famille Dallaire) la somme de 460 000$. De son côté, l’Association des golfeurs, à qui est confiée la gestion du golf, s’engage à rembourser une somme de 150 000 $ à la Cité de Rouyn sur une période de trois ans.
S’ensuit une campagne de financement publique qui permet de récolter 110 000 $, tout près de l'objectif de 125 000 $. Cette levée de fonds est menée par un comité formé de membres en vue de la communauté : Aurèle Boissonneault, Yvon Parent, Normand Lafrenière, Ovila Lemire, Ann Paiement, Léo-Paul Julien et Bob Lefebvre,.
De 1983 à 1987, c’est la période de prise en charge par les membres. Il faut ramener les golfeurs, améliorer le parcours et jongler avec la dette envers la Cité de Rouyn qui prendra finalement quelques années de plus que prévu à être remboursée. Ce retard à régler cette dette ajoutera un chapitre supplémentaire à cette histoire parsemée d’embûches.

## Privatisation? Fusion des clubs Dallaire et Noranda?
Soucieux de réduire le budget municipal consacré aux loisirs et irrité de l’omission des gestionnaires de respecter l’échéancier de remboursement de la dette alors même que le succès de la dernière saison (1987) a permis d’enregistrer un profit de 75 000 $, le Conseil municipal de la nouvelle ville fusionnée de Rouyn-Noranda envisage de se départir du club.
Les protestations du milieu face à ce projet de privatisation se traduisent notamment par une pétition signée par 2 000 personnes. Le 2 février 1988, par voie de communiqué, les administrateurs du golf indiquent qu’ils sont en pourparlers avec la ville et qu’ils désirent en arriver à une entente visant à étaler le remboursement de la dette. Le 20 mars 1988, le président du golf Dallaire, Claude Chabot, soumet une proposition d’achat du club pour la somme d’un dollar à la condition qu’une exemption de taxes soit accordée. Cette proposition ne sera pas retenue,,.
Plutôt, l’administration municipale souhaite la mise sur pied d’une nouvelle structure unifiée qui regrouperait les clubs de golf Dallaire et Noranda. À cette fin, le 31 octobre 1988, elle abroge les protocoles d’entente qui la lie à ces deux clubs et crée un groupe de travail tripartite où elle sera représentée par les conseillers Michel Larouche et Gilles Cloutier ainsi que le directeur des Services communautaires et de la qualité de la vie, Guy Parent.
Le Club de golf Dallaire réagit très mal à cette décision unilatérale et le fait savoir dans une longue missive signée par la présidente Ann Paiement, le 7 novembre 1988. Au terme de trois rencontres, une entente d’une durée de trois ans est tout de même conclue en janvier 1989. Celle-ci favorisera une meilleure collaboration entre les deux clubs mais il n’est plus question d’une fusion. Par ailleurs, le Club de golf Dallaire s’engage à rembourser sa dette de 125 000 $ au cours des trois prochaines années, engagement qui sera tenu,,.
| 1974-1976 | Jean-Luc Laflamme |
| 1977-1979 | André Burns       |
| 1980-1988 | Aucun             |
| 1989-2014 | Gerry Piette      |
| 2014-     | Claude Murray     |

## Le golf connaît un nouvel élan
Depuis 1980, le club de golf Dallaire n’avait plus de professionnel. En janvier 1989, le Club annonce l’engagement de Gerry Piette . Ses connaissances et son expérience sont à la source de plusieurs améliorations qui rehaussent la réputation du golf sur maints aspects : étiquette et tenue vestimentaire, règlements, circulation sur le terrain, enseignement, boutique du pro, etc.
Le Club de golf municipal Dallaire connaît ensuite de belles années, résultat d’une structure administrative révisée, des efforts d’un personnel compétent et motivé, de la clairvoyance d’administrateurs avisés ainsi que du dévouement et de l’engagement de nombreux bénévoles.
En 1990, le club achète 20 voiturettes motorisées. En 1992, il améliore les verts 8 et 9 et agrandit le chalet (20 pi x 60 pi sur deux étages). En 1993, l’embauche d’Yvan Héroux à titre de directeur général assure une stabilité au club puisque celui-ci sera en poste jusqu’en 2019. En 1999, le club compte un nombre record de membres (637) dont 200 dans la catégorie Junior.
De 1995 à 2019, le club investit pas moins de 1 875 000 $ pour diverses améliorations : en 1995, achat de tondeuses; en 1997, réfection du champ de pratique; de 1998 à 2006, réfection de 6 verts; en 2000-2001, aménagement d’un système d’irrigation; en 2007, agrandissement majeur du chalet (2500 pi ca sur deux étages) et réfection de la partie existante pour répondre à la demande croissante pour la tenue de tournois majeurs.
En 2021, le chalet a bénéficié de la mise à niveau des systèmes électrique et de chauffage. En 2023, la superficie de la boutique de golf, la seule de la région, a doublé.
Depuis 2016, une quarantaine de personnes participent chaque année au programme Golfeuses d’enfer, une initiative de deux membres du club, Linda Cliche et Sabrina Landry, qui vise à faire découvrir la pratique du golf dans un contexte décontracté tout en favorisant les échanges et la création de contacts dans le réseau des femmes d’affaires. Deux clubs de la région offrent maintenant un programme similaire alors que Golf Québec et Golf Canada se sont inspirés de cette initiative pour former de nouvelles golfeuses.
| 1974-1979 | Gaétan Dallaire         |
| 1980-1983 | Bob Lefebvre            |
| 1984-1985 | Christian Bordeleau     |
| 1986-1987 | Gaby Tremblay           |
| 1988-1991 | Aucun                   |
| 1992-1993 | Pierre Bienvenue        |
| 1993-2019 | Yvan Héroux             |
| 2019-2022 | Martin Lacasse          |
| 2022      | Éric Villeneuve         |
| 2022      | Annie Flamand (intérim) |

## Le club aujourd'hui

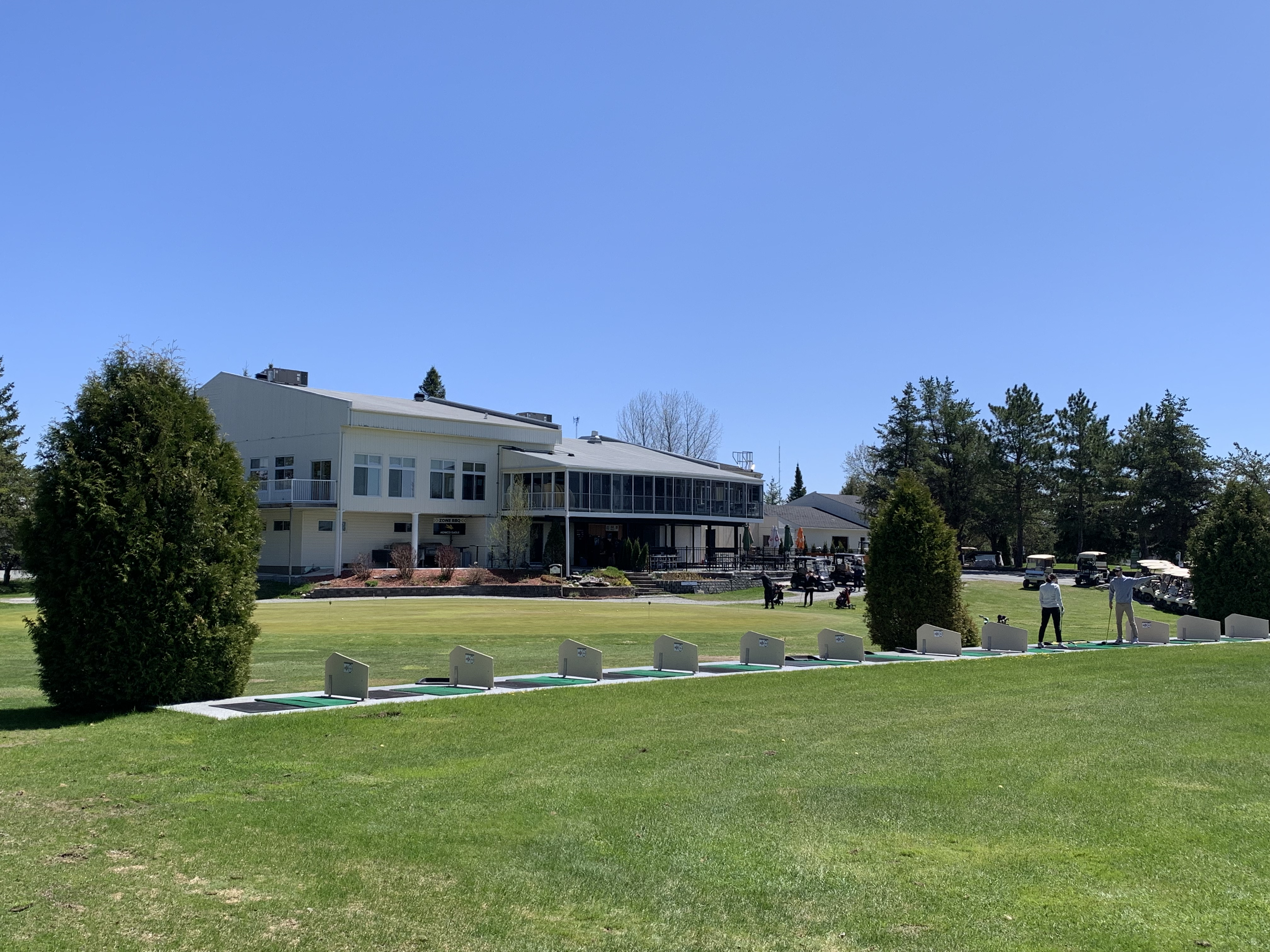
Chalet du club de golf, 2023

Aujourd'hui le terrain de golf est un club public de 18 trous avec un parcours de normale 71, s'étendant sur 6179 verges.
En 2023, le club compte plus de 500 membres. Il est présidé par Olivier Lacoursière, avec Éric Villeneuve comme directeur général, Claude Murray comme professionnel et Pierre L. Poissant à titre de surintendant. Contre toute attente, au début de l'été, Annie Flamand prend l'intérim de la direction générale.
Le Golf Dallaire accueillera le championnat mid-amateur du Québec au mois de juin 2023. Des festivités sont prévues pour souligner le 50e anniversaire de la fondation du club.
| 1974-1979 | Jacques Larouche   |
| 1980-1981 | Fernand Lapierre   |
| 1982-1993 | Jacques Picard     |
| 1994-1998 | Rémi Sylvain       |
| 1998      | Christian Pilon    |
| 1999-2003 | Roch Labelle       |
| 2004-2022 | Stéphane Demers    |
| 2022      | Pierre L. Poissant |

## Prix
Le Club de Golf municipal Dallaire de Rouyn-Noranda a été nommé meilleur emplacement de 2022 pour le programme junior Premier Départ de Golf Canada. Ce programme permet notamment aux jeunes des écoles primaires d’apprendre à pratiquer le sport même en hiver.

## Anecdotes
Dans une lettre ouverte en août 1979, le président Gaétan Dallaire rappelle les efforts pour viser la rentabilité du golf durant toute l'année. Notamment, qu'une glissoire géante avait été installée sur le terrain, qu’on y trouvait des sentiers de ski de fond et que le « Club house » servait de relais pour les motoneigistes.
Le 4 août 1988, au Golf municipal Dallaire, la foudre s’est invitée lors du Pro-Am de la quatrième tranche du Circuit de golf La Sauvegarde des professionnels du Québec. Sous l’effet de la foudre, trois golfeurs sont ainsi tombés à la renverse pendant qu’un quatrième s’est retrouvé à quelques pieds dans les airs, ses souliers restant bien ancrés au sol. Évidemment, le tournoi a été reporté au lendemain par mesure évidente de sécurité.
Toujours un 4 août, en 2011, Maxime Lacelle âgé de seulement 13 ans, et en étant déjà à sa sixième saison de golf, a accompli l'exploit de réussir un trou d'un coup au trou #8 du parcours, sur une distance de 126 verges.